# Piotrowo (powiat obornicki)
Piotrowo – wieś w Polsce położona w województwie wielkopolskim, w powiecie obornickim, w gminie Ryczywół.
W latach 1975–1998 miejscowość należała administracyjnie do województwa pilskiego.